# アレッサンドロ・グラミーニ
アレッサンドロ・グラミーニ ( Alessandro Gramigni, 1968年12月29日 - ) は、イタリア・フィレンツェ出身のモーターサイクル・ロードレースライダー。1992年のロードレース世界選手権125ccクラスチャンピオン。

## 経歴
1989年のヨーロッパ選手権でシリーズランキング2位に入る活躍を見せ、翌1990年、ロードレース世界選手権125ccクラスにデビューを果たした。1988年に同クラス参戦を始めたばかりで、当時は少数派だったアプリリアのマシンを駆り、デビューイヤーはシリーズ9位の成績を残す。そして1991年、ブルノでおこなわれた第13戦チェコスロバキアGPにおいて自身初、アプリリアにとっても125ccクラス初となる優勝を飾った。この年は90ポイントを獲得し年間ランキングは7位に入った。
そして翌1992年、グラミーニは第3戦シャー・アラム、第9戦ハンガロリンクと年間2勝、ホンダのファウスト・グレシーニとのタイトル争いを制し、ワールドチャンピオンに輝いた。これはアプリリアにとっても初のグランプリタイトルだった。
1993年、250ccクラスにステップアップしたグラミーニはジレラのマシンを駆ったが、年間わずか2ポイントの獲得、シリーズランキング30位に沈んでしまった。1994年はアプリリア、1995年にはホンダのマシンを駆ったが、満足な成績は残せないまま終わった。
1996年はグランプリから離れ、AMAスーパーバイクにスポット参戦し、ブレイナードとロードアメリカの2勝を収める活躍を見せた。1997年には1戦だけGPに復帰し、開幕戦シャー・アラム、500ccクラスのレースでアプリリアのマシンを駆った。結果はリタイヤに終わり、これが最後のGPレースとなった。
1998年からはスーパーバイク世界選手権に戦いの場を移し、1998年-2001年、2003年、2005年と参戦したが、表彰台の獲得も叶わなかった。2004年にはイタリア国内のスーパーバイク選手権でチャンピオンを獲得している。

## ロードレース世界選手権 戦績
| シーズン | クラス | バイク     | 出走 | 優勝 | 表彰台 | PP | FL | ポイント | シリーズ順位 |
| -------- | ------ | ---------- | ---- | ---- | ------ | -- | -- | -------- | ------------ |
| 1990年   | 125cc  | アプリリア | 13   | 0    | 2      | 0  | 0  | 84       | 9位          |
| 1991年   | 125cc  | アプリリア | 12   | 1    | 3      | 0  | 0  | 90       | 7位          |
| 1992年   | 125cc  | アプリリア | 12   | 2    | 7      | 3  | 0  | 134      | 1位          |
| 1993年   | 250cc  | ジレラ     | 10   | 0    | 0      | 0  | 0  | 2        | 30位         |
| 1994年   | 250cc  | アプリリア | 13   | 0    | 0      | 0  | 0  | 10       | 23位         |
| 1995年   | 250cc  | ホンダ     | 5    | 0    | 0      | 0  | 0  | 11       | 23位         |
| 1997年   | 500cc  | アプリリア | 1    | 0    | 0      | 0  | 0  | 0        | -            |
| 合計     |        |            | 66   | 3    | 12     | 3  | 0  | 331      |              |